# 合同法 (1800年)
1800年合同法（1800ねんごうどうほう、英: Acts of Union 1800）は、グレートブリテン王国において定められた、アイルランド王国とグレートブリテン王国との合併を定めた法律。これに従い、1801年1月1日にグレートブリテンおよびアイルランド連合王国が成立した。
この法律はグレートブリテン議会およびアイルランド議会の双方で可決成立した。アイルランド議会には、1782年制定のアイルランド憲法により大幅な自治権が認められていた。このため1799年に合同法が提案された際にはヘンリー・グラタンなど多くの議員が法案に反対している。しかしグレートブリテン議会による働きかけと1798年に発生したアイルランドの反乱により、合同法が現実味を増すようになった。最終的に、グレートブリテン政府から地位や土地を送られる形で賄賂を受けたアイルランド議会議員たちは法案を可決した。
合同法でアイルランドは、合併後の議会において100以上の議席を確保することとした。これは当時の人口比よりも多い。アイルランドにおける信教の自由も保証され、カトリック教徒が議員となることも許可されたが、これはアイルランド議会においては許されていないことであった。カトリック解放については国王ジョージ3世が強硬に反対したため、その施行は1829年まで引き延ばされている。
グレートブリテンおよびアイルランド連合王国の国旗は、今日のイギリスの国旗と同一のものである。ユニオンフラッグまたはユニオンジャックとして知られるこの旗は、イングランドとスコットランド、アイルランドのそれぞれを象徴する十字を組み合わせたものであり、セント・パトリック・クロスがアイルランドを表している。